# Kierra Sheard

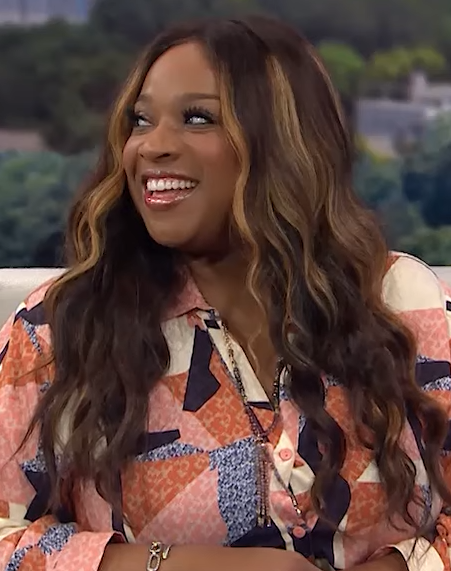
Kierra Sheard (2019)

Kierra Valencia Sheard (* 20. Juni 1987 in Detroit, Michigan), auch bekannt als KiKi Sheard, ist eine US-amerikanische Gospelsängerin. Von 2004 bis 2020 hatte sie fünf Nummer-eins-Alben in den US-Gospelcharts.

## Karriere
Kierra „KiKi“ Sheard stammt aus einer erfolgreichen Musikerinnenfamilie. Ihre Großmutter gründete eine Musikschule und ihre Mutter Karen Clark Sheard und deren Schwestern waren in den 1970er und 80er Jahren als Clark Sisters erfolgreich. Ihr Vater ist Prediger der Greater Emmanuel Institutional Church (GEI) und Schriftsteller.
Als ihre Mutter 1997 ihr erstes Soloalbum Finally Karen aufnahm, sang sie bei zwei erfolgreichen Songs mit: The Will of Good erhielt einen Stellar Award für Gospelmusik in der Kategorie Beste Kinderdarbietung und The Safest Place bekam viel Aufmerksamkeit im Radio. Auch danach sang sie bei ihrer Mutter und anderen Familienmitgliedern im Hintergrund mit.
2003 unterzeichnete sie einen Plattenvertrag mit EMI und im Herbst des folgenden Jahres veröffentlichte sie ihr erstes Album I Owe You. Sie kam auf Anhieb auf Platz 1 der Gospelcharts, was zuvor noch keiner Musikerin mit ihrem Debüt gelungen war. Aufgrund der R&B- und Hip-Hop-Einflüsse in ihrer Musik erreichte sie aber auch die Top 30 der R&B-Charts. Auch in den offiziellen Albumcharts platzierte sich das Album.
Es folgte das Remix-Album Just Until … und, nachdem sie die High School abgeschlossen hatte, das zweite Album This Is Me. Es übertraf den Erfolg des Debüts und kam in die Top 100 der offiziellen Charts sowie auf Platz 16 im Bereich R&B. Außerdem wurde sie 2007 erstmals für den wichtigsten US-Musikpreis, den Grammy, bei den R&B-Gospel-Alben nominiert.
Das dritte Album Bold Right Life, erstmals produziert von ihrem Bruder J. Drew Sheard, blieb im Jahr darauf in den Charts deutlich dahinter zurück und verfehlte Platz 1 der Gospelcharts. Trotzdem fand es Anerkennung und Sheard wurde zum zweiten Mal in Folge für einen Grammy nominiert. Zur selben Zeit, als das Album erschien, war sie auch auf der Hitsingle God in Me von Mary Mary zu hören. Sie erreichte Platz 1 der Gospel- und der Dance-Charts und brachte sie in die offiziellen Singlecharts. Das Lied bekam 2010 einen Grammy, der aber an die Autoren ging.
Danach versuchte sie sich als Schauspielerin und spielte zwei kleine Rollen in Filmen mit religiösem Inhalt. Außerdem schloss sie sich dem von J. Drew gegründeten Familienlabel Karew Records an und veröffentlichte dort 2011 das Album Free. Neben Studioaufnahmen enthielt es auch Liveaufnahmen und als Begleitung war ein eigenes Gesangsensemble, der Bold Right Life Choir beteiligt. Damit kehrte er auf Platz 1 der Gospelcharts zurück und kam erstmals in die Top 40 der Hauptcharts.
2013 war Kierra Sheard Teil der Familien-Doku-Soap The Sheards beim Sender BET. Die Familie absolvierte danach auch eine Reihe von gemeinsamen Auftritten und Konzerten. Danach erschien das fünfte Soloalbum Graceland, erstmals ohne ihren Spitznamen „KiKi“ auf dem Cover. Mit Platz 33 in den Albumcharts war es ihr erfolgreichstes Album.
In den folgenden Jahren wurde es ruhiger um die Gospelsängerin. Zwei EPs erschienen in der Zeit, eine mit eigenen Songs, eines vom Karew-Label mit Weihnachtssongs. Es dauerte bis 2020, bis sie ein weiteres Album mit dem Titel Kierra herausbrachte. Unter anderen wirkte darauf auch Missy Elliott mit. Obwohl es ihr fünftes Nummer-eins-Album in den Gospelcharts war, blieb es kommerziell weit hinter früheren Erfolgen zurück und kam nur knapp in die offiziellen Charts auf Platz 188.

## Diskografie

### Alben
| Jahr | Titel              | Höchstplatzierung, Gesamtwochen, AuszeichnungChartplatzierungen (Jahr, Titel, Platzierungen, Wochen, Auszeichnungen, Anmerkungen) | Höchstplatzierung, Gesamtwochen, AuszeichnungChartplatzierungen (Jahr, Titel, Platzierungen, Wochen, Auszeichnungen, Anmerkungen) | Anmerkungen                                          |
| Jahr | Titel              | US | Gospel | Anmerkungen                                          |
| ---- | ------------------ | --- | --- | ---------------------------------------------------- |
| 2004 | I Owe You          | US115 (2 Wo.)US | Gospel1 (53 Wo.)Gospel | Erstveröffentlichung: 7. September 2004              |
| 2005 | Just Until …       | — | Gospel10 (24 Wo.)Gospel | Erstveröffentlichung: 2. August 2005 Remix-Album     |
| 2006 | This Is Me         | US90 (2 Wo.)US | Gospel1 (37 Wo.)Gospel | Erstveröffentlichung: 27. Juni 2006                  |
| 2008 | Bold Right Life    | US114 (1 Wo.)US | Gospel3 (38 Wo.)Gospel | Erstveröffentlichung: 27. Oktober 2008               |
| 2009 | KiKi’s Mixtape     | — | Gospel42 (1 Wo.)Gospel | Erstveröffentlichung: 23. September 2009 Compilation |
| 2011 | My Kierra Playlist | — | Gospel38 (3 Wo.)Gospel | Compilation                                          |
| 2011 | Free               | US40 (3 Wo.)US | Gospel1 (75 Wo.)Gospel | Erstveröffentlichung: 18. Oktober 2011               |
| 2014 | Graceland          | US33 (2 Wo.)US | Gospel1 (19 Wo.)Gospel | Erstveröffentlichung: 22. Juli 2014                  |
| 2015 | LED                | — | Gospel3 (2 Wo.)Gospel | Erstveröffentlichung: 20. November 2015 EP           |
| 2020 | Kierra             | US188 (1 Wo.)US | Gospel1 (38 Wo.)Gospel | Erstveröffentlichung: 17. April 2020                 |

### Singles
| Jahr | Titel Album                    | Höchstplatzierung, Gesamtwochen, AuszeichnungChartsChartplatzierungen (Jahr, Titel, Album, Platzierungen, Wochen, Auszeichnungen, Anmerkungen) | Anmerkungen                                                                                         |
| Jahr | Titel Album                    | Gospel | Anmerkungen                                                                                         |
| ---- | ------------------------------ | --- | --------------------------------------------------------------------------------------------------- |
| 2006 | Why Me? This Is Me             | Gospel6 (36 Wo.)Gospel | |
| 2008 | Praise Him Now Bold Right Life | Gospel7 (46 Wo.)Gospel | Autor: James Moss                                                                                   |
| 2011 | Mighty Free                    | Gospel28 (6 Wo.)Gospel | featuring BRL Autoren: J. Drew Sheard, Kierra Sheard                                                |
| 2011 | You Are Free                   | Gospel17 (20 Wo.)Gospel | featuring BRL Autoren: Angel Chisholm, J. Drew Sheard, Kierra Sheard                                |
| 2011 | Indescribable Free             | Gospel15 (23 Wo.)Gospel | featuring BRL Autoren: Jesse Reeves, Laura Story                                                    |
| 2014 | 2nd Win Graceland              | Gospel15 (3 Wo.)Gospel | Autoren: Justin A. Brooks, J. Drew Sheard, Kierra Sheard, Elbernita Clark Terrell                   |
| 2014 | Save Me Graceland              | Gospel20 (1 Wo.)Gospel | Autoren: Harmony Samuels, Kierra Sheard, Sharon Youngblood                                          |
| 2015 | Flaws Graceland                | Gospel15 (9 Wo.)Gospel | Autorin: Diane Warren                                                                               |
| 2019 | Don’t Judge Me Kierra          | Gospel13 (4 Wo.)Gospel | Autoren: H. D. Samuels, E. Etienne, Kierra Sheard, V. Wade                                          |
| 2020 | It Keeps Happening Kierra      | Gospel12 (12 Wo.)Gospel | Erstveröffentlichung: 28. Februar 2020 Autoren: J. Drew Sheard, Kierra Sheard                       |
| 2020 | Something Has to Break Kierra  | Gospel5 (31 Wo.)Gospel | featuring Tasha Cobbs Leonard Autoren: Kierra Sheard, J. Drew Sheard, J. L. Smith, M. L. C. Fieldes |
| 2022 | Miracles All Yours             | Gospel8 (33 Wo.)Gospel | Erstveröffentlichung: 30. September 2022 feat. Pastor Mike Jr.                                      |
| 2024 | All Yours                      | Gospel23 (1 Wo.)Gospel | Erstveröffentlichung: 3. Mai 2024 feat. Anthony Brown                                               |

Weitere Singles
- 2004: Let Go
- 2008: Won’t Hold Back
- 2009: Love Like Crazy
- 2013: Trumpets Blow

### Gastbeiträge
| Jahr | Titel Interpretation                                                     | Höchstplatzierung, Gesamtwochen, AuszeichnungChartplatzierungen (Jahr, Titel, Interpretation, Platzierungen, Wochen, Auszeichnungen, Anmerkungen) | Höchstplatzierung, Gesamtwochen, AuszeichnungChartplatzierungen (Jahr, Titel, Interpretation, Platzierungen, Wochen, Auszeichnungen, Anmerkungen) | Anmerkungen   |
| Jahr | Titel Interpretation                                                     | US | Gospel | Anmerkungen   |
| ---- | ------------------------------------------------------------------------ | --- | --- | ------------- |
| 2009 | God in Me Mary Mary featuring Kierra “Kiki” Sheard                       | US68 (20 Wo.)US | Gospel1 (55 Wo.)Gospel |               |
| 2010 | Are You Listening Kirk Franklin presents Artists United for Haiti        | — | Gospel8 (20 Wo.)Gospel | Benefizsingle |
| 2015 | Put a Praise on It Tasha Cobbs Leonard featuring Kierra Sheard           | — | Gospel1 (53 Wo.)Gospel |               |
| 2016 | Hang On GEI featuring Kierra Sheard                                      | — | Gospel1 (40 Wo.)Gospel |               |
| 2017 | Your Spirit Tasha Cobbs Leonard featuring Kierra Sheard                  | US— PlatinUS | Gospel14 (7 Wo.)Gospel |               |
| 2018 | Do It Again Elevation Collective featuring Travis Greene & Kierra Sheard | — | Gospel14 (23 Wo.)Gospel |               |